# Posłowie na Sejm Śląski I kadencji (1922–1929)
Posłowie na Sejm Śląski I kadencji (od 10 października 1922 do 12 lutego 1929) – posłowie na Sejm Śląski wybrani w wyborach 24 września 1922 roku. Złożyli ślubowanie poselskie 10 października 1922 roku.
Pierwsze posiedzenie odbyło się 10 października 1922 roku. Marszałkiem seniorem była Janina Omańkowska (PSChD). Ostatnie posiedzenie odbyło się 23 stycznia 1929. Sejm został rozwiązany 12 lutego 1929 roku. 

## Podział mandatów[4]
| Ugrupowanie | Ugrupowanie                                 | X 1922 | X 1922 |
| ----------- | ------------------------------------------- | ------ | ------ |
|             | Blok Narodowy                               | 18     | 18     |
|             | Deutsche Katholische Volkspartei            | 12     | 6      |
|             | Deutsche Partei                             | 12     | 6      |
|             | Polska Partia Socjalistyczna                | 8      | 8      |
|             | Narodowa Partia Robotnicza                  | 7      | 7      |
|             | Deutsche Sozialdemokratische Arbeiterpartei | 2      | 2      |
|             | Polskie Stronnictwo Ludowe „Piast”          | 1      | 1      |
| Razem       | Razem                                       | 48     | 48     |

## Prezydium Sejmu Śląskiego I kadencji
| Poseł         | Poseł                         | Funkcja                       | Klub                         | Czas pełnienia funkcji    | Czas pełnienia funkcji |
| Poseł         | Poseł                         | Funkcja                       | Klub                         | Od                        | Do                     |
| ------------- | ----------------------------- | ----------------------------- | ---------------------------- | ------------------------- | ---------------------- |
|               | Konstanty Wolny               | Marszałek Sejmu Śląskiego     | Chrześcijańska Demokracja    | 13 października 1922(dts) | 12 lutego 1929(dts)    |
|               | Józef Biniszkiewicz           | Wicemarszałek Sejmu Śląskiego | Polska Partia Socjalistyczna | 13 października 1922(dts) | 12 lutego 1929(dts)    |
|               | Michał Grajek                 | Wicemarszałek Sejmu Śląskiego | Narodowa Partia Robotnicza   | 13 października 1922(dts) | 12 lutego 1929(dts)    |
|               | Eduard Pant                   | Wicemarszałek Sejmu Śląskiego | Klub Niemiecki               | 13 października 1922(dts) | 12 lutego 1929(dts)    |
|               | Kazimierz Rakowski            | Wicemarszałek Sejmu Śląskiego | Chrześcijańska Demokracja    | 13 października 1922(dts) | 6 lutego 1924(dts)     |
| Edward Rybarz | Wicemarszałek Sejmu Śląskiego | Narodowa Demokracja           | 27 lutego 1924(dts)          | 14 kwietnia 1924(dts)     |                        |
| Jan Kędzior   | Wicemarszałek Sejmu Śląskiego | Chrześcijańska Demokracja     | 30 kwietnia 1924(dts)        | 12 lutego 1929(dts)       |                        |

## Przynależność partyjna
Stan na początek kadencji:
| Blok Narodowy | Blok Narodowy | Blok Narodowy                                                                                          |
| --- | --- | --- |
| | | |
| Chrześcijańska Demokracja: - Walenty Fojkis - Stanisław Janicki - Józef Kałdunek - Paweł Kempka - Jan Kędzior - Wojciech Korfanty - Jan Lubos - Franciszek Łukaszek | Chrześcijańska Demokracja: - Karol Mathea - Janina Omańkowska - Kazimierz Rakowski - Adam Adolf Sobota - Bronisława Szymkowiakówna - Konstanty Wolny - Ryszard Wydra | Związek Śląskich Katolików: - Eugeniusz Brzuska - Karol Palarczyk Narodowa Demokracja: - Edward Rybarz |
| Polska Partia Socjalistyczna | | |
| | | |
| - Józef Adamek - Józef Biniszkiewicz - Klemens Borys | - Antoni Czajor - Józef Machej - Wojciech Mokry | - Wiktor Rumpfelt - Józef Wiechuła                                                                     |
| Narodowa Partia Robotnicza | | |
| | | |
| - Michał Grajek - Ignacy Gwóźdź - Romuald Mędlewski | - Franciszek Obrzut - Piotr Pronobis | - Ignacy Sikora - Teodor Węgrzyk                                                                       |
| Deutsche Partei | | |
| | | |
| - Karl Fuchs - Kurt Mayer | - Joseph Pawlas - Karl Reitzenstein | - Max Sabass - Otto Ulitz                                                                              |
| Deutsche Katholische Volkspartei | | |
| | | |
| - Wilhelm Goldmann - Bernard Jankowski | - Alfons Kaczmarczyk - Leopold Michatz | - Eduard Pant - Thomas Szczeponik                                                                      |
| Deutsche Sozialdemokratische Arbeiterpartei | | |
| | | |
| - Karl Buchwald | - Johann Kowoll | |
| Polskie Stronnictwo Ludowe „Piast” | | |
| | | |
| - Jan Szuścik | | |

## Zmiany w składzie
- 1922
  - Franz Schoppa objął mandat[7] po rezygnacji Leopolda Michatza w listopadzie 1922 roku[8]
- 20 października 1923:
  - Jan Juchelek objął mandat po rezygnacji Józefa Adamka[7] w 1923 roku[9].
- 1924:
  - Wincenty Zuber objął mandat po rezygnacji Józefa Kałdunka[7], która odbyła się w październiku 1924 roku[10].
- początek 1925:
  - Georg Schnür został posłem po śmierci Karla Reitzensteina[7].
- maj 1926:
  - Franciszek Pech objął mandat po rezygnacji Wojciecha Mokrego[7].
- marzec 1927:
  - Konrad Kunsdorf został posłem po śmierci Thomasa Szczeponika[7].
- sierpień 1927:
  - Grzegorz Śliwa został posłem po śmierci Janiny Omańkowskiej[7].
- 1928:
  - Jan Mildner objął mandat[7] po rezygnacji Ignacego Gwoździa, która odbyła się 22 lutego 1928 roku[11].
  - Stanisław Mańka otrzymał mandat po śmierci Klemensa Borysa (zm. 6 października 1928[12])[7].